# Resolução 282 do Conselho de Segurança das Nações Unidas
A Resolução 282 do Conselho de Segurança das Nações Unidas aprovada em 23 de julho de 1970, preocupado com as violações do embargo de armas contra a África do Sul na Resolução 191, o Conselho reiterou a sua total oposição às políticas do apartheid e reafirmou as suas resoluções anteriores sobre o tema. O Conselho exortou os estados a reforçarem o embargo de armas, cessando a provisão de treinamento militar aos membros das forças armadas sul-africanas e adotando medidas apropriadas para dar efetividade às medidas da resolução.
A resolução foi aprovada com 12 votos; França, Reino Unido e os Estados Unidos se abstiveram.